# 김동욱의 작품 목록
다음은 대한민국의 배우 김동욱의 작품 목록이다.

## 영화
- 2004년 영화 《순흔(脣痕)》 ... 현종 역
- 2004년 영화 《Rainbow Me》 ... 한기 역
- 2004년 영화 《발레교습소》 ... 김기태 역
- 2005년 영화 《얼굴값》 ... 윤지호 역
- 2005년 영화 《강릉에서》 ... 진환 역
- 2005년 영화 《사과》 ... 젊은 남자 역
- 2006년 영화 《미스 마플과의 하룻밤》 ... 한현우 역
- 2006년 영화 《머리 위에 숯불》 ... 김재진 역
- 2006년 영화 《아파트》 ... 신정수 역
- 2006년 영화 《후회하지 않아》 ... 가람 역
- 2007년 영화 《에이틴 : 램프의 요정》 ... 이동희 역
- 2008년 영화 《동거, 동락》 ... 최병석 역
- 2008년 영화 《달콤한 거짓말》 ... 한지훈 역
- 2009년 영화 《오감도》 ... 지운 역
- 2009년 영화 《국가대표》 ... 최흥철 역
- 2010년 영화 《카페 서울》 ... 김상진 역
- 2010년 영화 《반가운 살인자》 ... 최정민 역
- 2010년 영화 《김종욱 찾기》 ... 닥터 정 역 (우정출연)
- 2011년 영화 《카운트다운》 ... 날파리 역
- 2011년 영화 《고양이: 죽음을 보는 두 개의 눈》 ... 준석 역
- 2011년 영화 《로맨틱 헤븐》 ... 동지욱 역
- 2012년 영화 《후궁: 제왕의 첩》 ... 성원대군 역
- 2015년 영화 《쓰리 썸머 나잇》 ... 차명석 역
- 2017년 영화 《신과함께-죄와 벌》 ... 김수홍 역 (천만영화)
- 2018년 영화 《신과함께-인과 연》 ... 김수홍 역 (천만영화)
- 2018년 영화 《탐정: 리턴즈》 ... 권철인 역 (우정출연)
- 2019년 영화 《어쩌다, 결혼》 ... 정성석 역
- 2024년 영화 《하이재킹》 ... 최동철 역 (특별출연)
- 2025년 영화 《3일》 ... 하진 역

## 드라마
| 연도   | 방송사            | 제목                                | 역할        | 비고                      |
| ------ | ----------------- | ----------------------------------- | ----------- | ------------------------- |
| 2006년 | Mnet              | 《브레이크》                        | 영훈 역     | 8부작 힙합드라마          |
| 2007년 | MBC               | 《커피프린스 1호점》                | 진하림 역   |                           |
| 2007년 | KBS 2TV           | 《못말리는 결혼》                   | 왕삼백 역   |                           |
| 2009년 | KBS 2TV           | 《2009 전설의 고향》                | 을수 역     | 제7화 - 조용한 마을       |
| 2009년 | KBS 2TV           | 《파트너》                          | 윤준 역     |                           |
| 2009년 | KBS DRAMA         | 《쏘울 스페셜》                     | 유길 역     | 컨버젼스 뮤직드라마       |
| 2010년 | MBC               | 《민들레 가족》                     | 이재하 역   |                           |
| 2011년 | MBC               | 《남자를 믿었네》                   | 문현수 역   |                           |
| 2011년 | SBS               | 《위대한 선물》                     | 구우람 역   | 2부작 추석특집드라마      |
| 2014년 | JTBC              | 《하녀들》                          | 김은기 역   |                           |
| 2015년 | OCN               | 《귀신 보는 형사 처용 2》           | 이철규 역   | 1~2화 (비너스편) 특별출연 |
| 2015년 | E채널, 드라마큐브 | 《라이더스: 내일을 잡아라》         | 차기준 역   |                           |
| 2017년 | MBC               | 《자체발광 오피스》                 | 서현 역     |                           |
| 2018년 | OCN               | 《손 the guest》                    | 윤화평 역   |                           |
| 2019년 | MBC               | 《특별근로감독관 조장풍》           | 조진갑 역   |                           |
| 2020년 | MBC               | 《그 남자의 기억법》                | 이정훈 역   |                           |
| 2021년 | tvN               | 《너는 나의 봄》                    | 주영도 역   |                           |
| 2022년 | TVING             | 《돼지의 왕》                       | 황경민 역   |                           |
| 2022년 | tvN               | 《별똥별》                          | 이정훈 역   | 특별출연                  |
| 2023   | KBS 2TV           | 《어쩌다 마주친, 그대》             | 윤해준 역   |                           |
| 2023   | tvN               | 《이로운 사기》                     | 한무영 역   |                           |
| 2024   | Disney+           | 《강력하진 않지만 매력적인 강력반》 | 동방유빈 역 | 20부작                    |

## 뮤지컬
- 2008년 《온에어 시즌2》 - DJ알렉스 역
- 2009년 《금발이 너무해》 - 에밋 역
- 2009년 《형제는 용감했다》 - 이주봉 역
- 2015년 《형제는 용감했다》 - 이주봉 역

## 그 외 활동

### 오디오시네마
- 네이버 오디오클립 오디오시네마 《남과 여》 - 정현성 역

### 내레이션 및 더빙
- 《마이 백 페이지》 배리어프리 영화 버전 - 사와다 마사미 역[1]

### 방송
- 2008년 KBS2 《스타 골든벨》 (2008년 2월 16일 EP.172)
- 2009년 MBC 《놀러와》 (2009년 7월 27일 EP.253)
- 2010년 MBC 《황금어장 라디오스타》 (2010년 4월 7일 EP.137 (개편 후 EP.181) / 2010년 5월 19일 EP.138 (개편 후 EP.182))
- 2011년 Olive 《It City 일본에서 놀자》 (2011년 1월 8일 EP.5 / 2011년 1월 15일 EP.6)
- 2011년 tvN 《SNL 코리아 (시즌 1)》 (2011년 12월 31일 EP.5)
- 2012년 SBS 《Go Show》 (2012년 5월 18일 EP.7)
- 2012년 KBS2 《해피투게더》 (2012년 5월 24일 EP.250)
- 2015년 KBS2 《해피투게더》 (2015년 6월 25일 EP.403)
- 2015년 tvN 《수요미식회》 (2015년 7월 8일 EP.24)
- 2015년 KBS2 《해피투게더》 (2015년 8월 27일 EP.412)
- 2015년 MBC 《미스터리 음악쇼 복면가왕》 - 광대승천 어릿광대 (2015년 9월 6일 EP.23)
- 2020년 MBC 《다큐플렉스- 청춘다큐 다시, 스물 시즌2》 - 커피프린스 1호점 편 (2020년 9월 24일 EP.4 / 2020년 10월 1일 EP.5)
- 2021년 tvN 《바퀴 달린 집 시즌2》 (EP.2)
- 2021년 쿠팡플레이 《SNL 코리아》 (EP.8)

### 뮤직 비디오
- 2004년 소규모 아카시아 밴드 - So Goodbye
- 2007년 8eight - 사랑을 잃고 난 노래하네
- 2008년 이정 - 그대만 보며
- 2010년 윤하 - 내 남자친구를 부탁해
- 2018년 god - 눈이 내린다

### 음반
- 쏘울 스페셜 Part 2 (2009년 10월 19일) - 02. 나에게 그대는
- 반가운 살인자 OST (2010년 4월 9일) - 01. Fly High (김동욱, 심은경)
- 복면가왕 23회 (2015년 9월 6일) - 01. 잊어야 한다는 마음으로 (원곡:김광석) (광대승천 어릿광대)
- 라이더스 : 내일을 잡아라 OST Part 2 (2015년 11월 30일) - 01. 기다려줘

### 광고
- 2005년 SK 텔레콤
- 2007년 동아제약 / 박카스 D
- 2007년 에쓰오일(S-oil)
- 2008년 롯데칠성음료 / 봄 녹차 비오기 전에
- 2008년 KTF SHOW / 미러폰
- 2008년 농심 / 너구리
- 2010년 삼성 애니콜 / Dr.any
- 2018년 SKECHERS / GO WALK 4